# جيمي كالدروود
جيمي كالدروود (بالإنجليزية: Jimmy Calderwood)‏ (28 فبراير 1955 - 19 يناير 2025)، هو لاعب كرة قدم ومدرب كرة قدم بريطاني في مركز الوسط، ولد في 28 فبراير 1955 في غلاسكو في المملكة المتحدة. شارك مع منتخب اسكتلندا تحت 21 سنة لكرة القدم. أما مع النوادي، فقد لعب مع برمنغهام سيتي ورودا كيركراده وسبارتا روتردام وفيلم 2 تيلبورغ وكامبريدج يونايتد وهيراكليس ألميلو.

## وصلات خارجية
- جيمي كالدروود على موقع قاعدة بيانات كرة القدم.إي يو (الإنجليزية)
- جيمي كالدروود على موقع Soccerbase.com (مدرب) (الإنجليزية)
- جيمي كالدروود على موقع Soccerway.com (الإنجليزية)
- جيمي كالدروود على موقع عالم كرة القدم.نت (الإنجليزية)